# Aeroporto de Uytash
Aeroporto de Uytash (em russo: Аэропорт Махачкала Уйташ) (IATA: MCX, ICAO: URML) é um aeroporto civil localizado perto de Makhachkala e ao sul da cidade de Kaspiysk, que fica no lado oeste do Mar Cáspio. Recebeu o nome em homenagem a Amet-khan Sultan, piloto de caça da Segunda Guerra Mundial, duas vezes Herói da União Soviética. A nomeação foi considerada controversa pelos tártaros da Crimeia, aos quais Amet-khan se filiou abertamente, como uma tentativa de desestatarizar suas origens.